# Álvaro Velasco (cantante boliviano)
Álvaro Alex Velasco Sanjinés (30 de marzo de 1974, La Paz) es un cantante, compositor y folclorista boliviano, vocalista y director de la agrupación Huayna Wila.
Apasionado por el arte desde niño, perteneció durante muchos años a diferentes coros de iglesias, grupos juveniles y todo aquello que se relacionara con Dios, durante su juventud y por supuesto con la música. A sus 16 años empieza a componer distintas canciones en distintos, además estudió ciencias de la comunicación, lo cual por un tiempo tuvo que postergar para seguir trabajando con el grupo. 
Su esperanza e idea es seguir construyendo junto a todo su equipo como un "Huayna Wila"(sangre joven) más grande, esto por una Bolivia más unida, espera finalmente que todo este trabajo dé como fruto una herramienta más a Bolivia para poder luchar contra la pobreza, la marginación y la desigualdad.